# Lejeunea abyssinica
Lejeunea abyssinica là một loài Rêu trong họ Lejeuneaceae. Loài này được (Gola) Cufod. mô tả khoa học đầu tiên năm 1952.